# Jun'ichi Kanemaru
Jun'ichi Kanemaru (金丸 淳一 Kanemaru Jun'ichi?) (27 de octubre de 1962) es un seiyū y un cantante reconocido de la Yamanashi, Japón. Él está afiliado con la firma de manejo de talentos 81 Produce.
Es más conocido por papeles como Hayato Kazami (Future GPX Cyber Formula) y Sonic the Hedgehog (serie de Sonic the Hedgehog).

## Papeles

### Animación para televisión
- I Can Hear the Sea (Okada)
- Insektors (Fulgor)
- Diego 2/X (Diego)
- O~i! Ryoma (Taisuke)
- Mushiking: los guardianes del bosque (Bū)
- Hell Teacher Nūbē (Shūichi Shirato)
- Sexy Commando Gaiden: Sugoiyo! Masaru-san (Okometsubu Fujiyama (Fūmin))
- Sonic X (Sonic the Hedgehog)
- The Bush Baby (Andrew)
- Tsuide ni Tonchinkan (Chinpei Hatsuyama)
- Digimon Tamers (Ryō Akiyama)
- Nintama Rantarou (Raizō Fuwa)
- High School! Kimengumi (Yorikane, Waseda)
- Future GPX Cyber Formula (Hayato Kazami)
- Pokémon Advanced Generation (Harley)
- Magic Knight Rayearth (Zazu)
- Mahōjin Guru Guru (Prince Zabūn)
- Marmalade Boy (Ginta Suō)
- Case Closed (Master)
- Yawara! A Fashionable Judo Girl (Kōno)

### OVA
- Future GPX Cyber Formula series (Hayato Kazami)
- Lesson XX (Sakura Ichitarou)

### Animación para cine
- Digimon Tamers: Runaway Locomon (Ryō Akiyama)

### Videojuegos
- Zatch Bell! - Electric Arena 2 (Raiku-sensei)
- Serie de Sonic The Hedgehog (Sonic the Hedgehog)
- Mafuyu Hinasaki en las series de Fatal Frame
- Super Smash Bros. Brawl- (Sonic the Hedgehog)

### Miscelánea
- Kamen Rider Den-O (Voz de Chameleon Imagin)

## Álbumes
```
Inspired Colors
```

- Datos: Q1351561